# هائل (مسلسل كوري جنوبي)
هائل (بالكورية: 괴이)؛ هو مسلسل ويب كوري جنوبي، من بطولة شين هيون-بين، كو كيو هوان، تم اصداره على منصة تيفينج في 29 أبريل 2022.  

## ملخص
عالم آثار يقوده شغفه إلى التنقيب عن الظواهر الخارقة للطبيعة، تنقلب حياته رأسًا على عقب حين تبتلعه دوامة من الاحداث وينتهي به المطاف صحافيًا في مجلة شهرية مغمورة غارقًا في حياة رتيبة لا تعرف الإثارة. لكن ذلك كان بمثابة السكون الذي يسبق العاصفة والتي هبّت من بلدة “جينيانج“ حيث ذهب لزيارة زوجته السابقة وبالتحديد حين راح يبحث عن ثمثال بوذا الممسوس بالأرواح الشريرة. لتندلع بعدها سلسلة من الظواهر المخيفة والغريبة للبلدة ولأهلها بصورة لا تصدق وتنطلق على إثرها رحلته برفقة زوجته السابقة ومجموعة من الأشخاص للبحث عن إجابات وراء تلك الظواهر التي تخلع القلوب. 

## طاقم

### رئيسي
- شين هيون-بين في دور  لي سو جين.[6]

مترجمة نقوش عبقرية تواجه كارثة مخيفة وهائلة.
- كو كيو هوان في دور جيونغ كي هون.[6]

عالم آثار غريب الأطوار يدرس الظواهر الخارقة للطبيعة الغريبة. زوج لي سو جين السابق.

### دور داعم
- كواك دونج يون في دور كواك يونج جو[6]
- نام دا ريوم بدور هان دو كيونغ.

ابن هان سوك هي.
- كيم جي يونغ في دور هان سوك هي[7]

قائدة الشرطة.
- بارك هو سان بدور كوون جونغ سو.[8]

حاكم جينيانغ كون، حيث حلت الكارثة.
- بارك سو يي بدور ها يونغ [9]
- جو هيون-وو في دور السكرتير التنفيذي[10]
- دونغ هيون باي بدور كيم سون كيونغ[11]

هو ضابط شرطة ومساعد يعمل مع هان سوك هي  

### الشرطة
- دونغ هيون باي في دور ضابط الشرطة كيم هيون باي

### مختبر جيتشيون لأبحاث البوذية
- جو سانغ كي في دور إيل جو نيم[12]
- سيو سيوك كيو في دور مونك سونغ وون

### اخرون
- بارك سو يي في دور جونغ ها يونغ
- كيم يونغ بيل في دور البروفيسور مين يونغ سو
- كيم هان سانغ في دور رجل حاجز الطريق

## الحلقات
| الحلقات | الأصدار       | العنوان            |
| ------- | ------------- | ------------------ |
| 1       | 29 أبريل 2022 | المطر الأسود       |
| 2       | 29 أبريل 2022 | جائـــحـــة        |
| 3       | 29 أبريل 2022 | الشائعات           |
| 4       | 29 أبريل 2022 | التميمة            |
| 5       | 29 أبريل 2022 | الذاكرة السوداء    |
| 6       | 29 أبريل 2022 | تمثال بوذا المسكون |

## المشاهدات
| الحلقات | تاريخ البث     | تقييمات (Nielsen Korea) |
| الحلقات | تاريخ البث     | على الصعيد الوطني       |
| --- | -------------- | ----------------------- |
| 1 | 14 أغسطس 2022  | 0.8%                    |
| 2 | 14 أغسطس 2022  | 1.0%                    |
| 3 | 21 أغسطس 2022  |                         |
| 4 | 21 أغسطس 2022  |                         |
| 5 | 28 فبراير 2022 |                         |
| 6 | 28 فبراير 2022 |                         |
| المعدل | المعدل         | _                       |
| - تُبث هذه الدراما على قناة الكابل / التلفزيون المدفوع الذي عادةً ما يكون جمهوره أصغر نسبيًا مقارنةً بالمحطات التلفزيونية / العامة (KBS ، SBS ، MBC ، EBS). |                |                         |

## الإنتاج

### صناعة
- تخطيط الإنتاج : إدارة منصة tving (قسم التخطيط والإنتاج المحتوي الأصلي الخاص بالمنصة).[15]
- فريق العمل : إستوديو سلي ماكس[15]
- إخراج وكتابة : اخرجه بواسطة مخرج الافلام جانغ كون جاي من أعماله فيلم أغنية امي  لعام 2021.[16] ومن كتابة ريو يونغ جاي الذي كتب النسخة الكورية من لا كاسا دي بابيل لعام 2022.[17] ويون سانغ هو وهو كاتب ومخرج ومنتج بارز الذي كتب وانتج عديد من المسلسلات يوون سانغ هوه في هانسينما.
- المدير الموسيقي : كيم دونغ ووك[18]

### الإصدار
في 9 مارس 2022 ، تم التأكيد على أن الدراما ستعرض لأول مرة في مهرجان كان الدولي للمسلسلات 2022، من 1 أبريل إلى 6 أبريل 2022. تم إصدار المسلسل من 6 حلقات على تيفينج في 29 أبريل 2022، واعيد عرضه اسبوعياً علي قناة أو سي إن من 14 أغسطس إلى 28 أغسطس 2022.

## روابط خارجية
- هائل
 على الموقع الرسمي
- هائل على موقع IMDb (الإنجليزية)
- هائل على موقع قاعدة بيانات الفيلم (الإنجليزية)
- هائل على هانسينما